# 472 Roma
472 Roma eller 1901 GP är en asteroid i huvudbältet, som upptäcktes den 11 juli 1901 av den italienske astronomen Luigi Carnera. Den har fått sitt namn efter den italienska huvudstaden Rom.
Asteroiden har en diameter på ungefär 50 kilometer och den tillhör asteroidgruppen Maria.